# Boaz Davidson
Boaz Davidson (hebräisch בועז דוידזון; * 8. November 1943 in Tel Aviv, Palästina) ist ein israelischer Filmregisseur, Drehbuchautor und Produzent, der in Deutschland vor allem durch die ersten vier Teile der Eis am Stiel-Filmreihe, wo er als Regisseur Teile seiner Jugenderlebnisse mit einbrachte, bekannt wurde.

## Leben

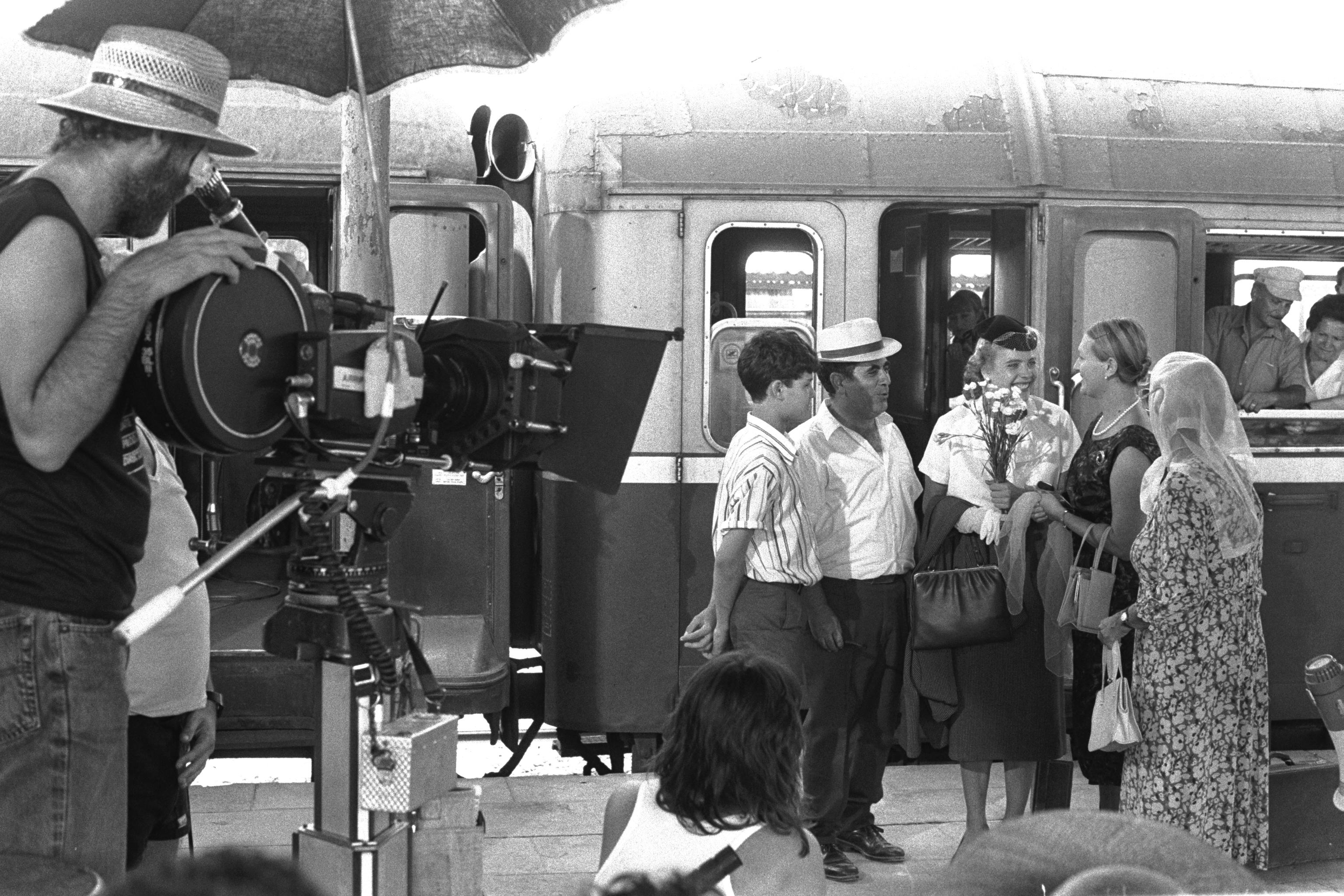
Davidson (hinter der Kamera) bei den Dreharbeiten zu seinem Film Alex Is Lovesick

Boaz Davidson begann seine Karriere im Filmgeschäft als Regisseur und Drehbuchautor in Israel, wo er sogenannte Bourekas-Filme realisierte, 1975 ging er in die Vereinigten Staaten.
Sein 1977 gedrehter Film Eis am Stiel, für den er auch als Drehbuchautor tätig war, basiert auf realen Erlebnissen aus seinem Leben. Die Figur Benny Weiss stellt dabei ihn selbst dar. 1982 drehte Davidson mit Die letzte amerikanische Jungfrau ein US-amerikanisches Remake seinen eigenen Kinoerfolges. Ab dem fünften Teil der Eis am Stiel-Reihe war Davidson nicht mehr aktiv beteiligt.
In den 1980er Jahren arbeitete Davidson mit der Produktionsfirma Cannon Films und deren Gründer Menahem Golan und Yoram Globus zusammen. Seit Ende der 1980er Jahre betätigt sich Davidson vornehmlich selbst als Produzent und Ausführender Produzent. Seine bislang letzte Regiearbeit erschien 1997.
Neben zahlreichen B-Filmen ist er als Produzent auch an Hollywood-Kinoproduktionen beteiligt. Seit 1992 arbeitet er in diesem Zusammenhang mit der Produktionsfirma Nu Image zusammen, aus der 1996 Millennium Films hervorging. Beide werden von Avi Lerner geleitet, Davidson ist als Head of Development and Creative Affairs für diese tätig.
Sein Schaffen als Regisseur umfasst mehr als zwei Dutzend Produktionen. Als Autor war er an 50 Filmen beteiligt, als Produzent in verschiedenen Funktionen an mehr als 160.

## Filmografie (Auswahl)

### Regisseur
- 1970: Shablul
- 1971: Hetzi Hetzi
- 1974: Charlie Ve’hetzi
- 1975: Die heißen Engel (La nottata)
- 1975: Hagiga B’Snuker
- 1977: Eis am Stiel (Eskimo Limon)
- 1979: Eis am Stiel 2 – Feste Freundin (Yotzim Kavua)
- 1980: Saat der Unschuld (Seed of Innocence)
- 1981: Eis am Stiel 3 – Liebeleien (Shifshuf Naim)
- 1981: X-Ray – Der erste Mord geschah am Valentinstag (X-Ray)
- 1982: Die letzte amerikanische Jungfrau (The Last American Virgin)
- 1982: Eis am Stiel 4 – Hasenjagd (Sapiches)
- 1986: Alex Is Lovesick (Alex Holeh Ahavah)
- 1987: Sturzflug ins Chaos – Wenn schräge Vögel fliegen lernen (Dutch Treat)
- 1987: Im Urwald ist die Hölle los (Going Bananas)
- 1988: Salsa – It’s Hot (Salsa)
- 1989: Ochlim Lokshim
- 1993: American Cyborg (Steel Warrior)
- 1994: Blood Run – Die geheimnisvolle Frau (Blood Run, Fernsehfilm)
- 1994: Astrocop (Lunarcop)
- 1997: Macarena (Looking for Lola)

### Drehbuchautor
- 1970: Shablul
- 1971: Hetzi Hetzi
- 1977: Eis am Stiel (Eskimo Limon)
- 1979: Eis am Stiel 2 – Feste Freundin (Yotzim Kavua)
- 1980: Saat der Unschuld (Seed of Innocence)
- 1982: Die letzte amerikanische Jungfrau (The Last American Virgin)
- 1982: Eis am Stiel 4 – Hasenjagd (Sapiches)
- 1983: Eis am Stiel 5 – Die große Liebe (Roman Za’ir)
- 1985: Heiße Ferien (Hot Resort)
- 1986: Alex Is Lovesick (Alex Holeh Ahavah)
- 1988: Salsa – It’s Hot (Salsa)
- 1989: Ochlim Lokshim
- 1991: Delta Force 3 – The Killing Game
- 2007: Gryphon (Fernsehfilm)
- 2009: Ninja – Revenge Will Rise (Ninja)

### Filmproduzent
- 1989: Ochlim Lokshim
- 1991: Delta Force 3 – The Killing Game (Delta Force 3: The Killing Game)
- 1995: Hard Attack – Tatort: Knast (Hard Justice)
- 1997: Macarena (Looking for Lola)
- 1998: Shadrach – Die Heimkehr des Fremden (Shadrach)
- 1998: Some Girl
- 1999: Fight of the Dragon (Bridge of Dragons)
- 1999: The 4th Floor – Haus der Angst (The 4th Floor)
- 2000: Spider Attack – Achtbeinige Monster (Spiders)
- 2000: Crocodile
- 2000: Forever Lulu – Die erste Liebe rostet nicht! (Forever Lulu)
- 2000: Octopus
- 2000: Warhammer – Der finale Krieg (For the Cause)
- 2001: Nobody’s Baby
- 2001: Cold Heart
- 2001: Spiders 2 (Spiders II: Breeding Ground)
- 2001: Kommando U.S. Seals II (U.S. Seals II)
- 2001: Octopus 2 (Octopus 2: River of Fear)
- 2002: Crocodile II – Death Roll (Crocodile 2: Death Swamp)
- 2002: Derailed – Terror im Zug (Derailed)
- 2003: Shark Attack 3 (Shark Attack 3: Megalodon)
- 2003: Killer Rats
- 2003: Disaster
- 2003: Marines – Gehetzt und verraten (Marines)
- 2003: Special Forces USA – Gnadenlos und tödlich (Special Forces)
- 2003: Alien Jäger – Mysterium in der Antarktis (Alien Hunter)
- 2003: Submarines
- 2003: Air Marshals – Horrorflug ins Ungewisse (Air Marshal)
- 2003: Shark Zone – Tod aus der Tiefe (Shark Zone)
- 2004: Creature: It’s a Killing Machine … From Outer Space! (Alien Lockdown)
- 2004: Unstoppable
- 2005: Larva (Fernsehfilm)
- 2005: Mosquito Man (Mansquito)
- 2005: Snake King (The Snake King)
- 2005: Sharkman
- 2005: Edison
- 2005: Mozart und der Wal (Mozart and the Whale)
- 2006: Lonely Hearts Killers (Lonely Hearts)
- 2006: Black Hole – Das Monster aus dem schwarzen Loch (The Black Hole, Fernsehfilm)
- 2006: The Wicker Man
- 2007: Mega Snake (Fernsehfilm)
- 2008: Day of the Dead
- 2008: Train – Nächster Halt: Hölle (Train)
- 2008: Major Movie Star (Private Valentine: Blonde & Dangerous)
- 2009: Ninja – Revenge Will Rise (Ninja)
- 2011: Conan
- 2013: Ninja – Pfad der Rache (Ninja: Shadow of a Tear)
- 2014: The Legend of Hercules
- 2015: Survivor
- 2017: Undisputed IV – Boyka Is Back (Boyka: Undisputed IV)
- 2017: Pfad der Rache (Acts of Venegeance)
- 2017: Day of the Dead: Bloodline
- 2023: The Bricklayer – Tödliche Geheimnisse (The Bricklayer)